# Nitrito dismutasa
La nitrito dismutasa (EC 1.7.6.1) es una enzima que cataliza la siguiente reacción química:
Por lo tanto los dos sustratos de esta enzima son nitrito, y iones hidrógeno; mientras que sus tres productos son óxido nítrico, nitrato, y agua.

## Clasificación
Esta enzima pertenece a la familia de las oxidorreductasas, más específicamente a aquellas oxidorreductasas que actúan utilizando compuestos nitrogenados como dadores de electrones y con un compuesto nitrogenado como aceptor.

## Nomenclatura
El nombre sistemático de esta clase de enzimas es nitrito:nitrito oxidorreductasa. Otros nombres de uso común pueden ser prolixina S, y nitroforina 7.

## Estructura y función
Contiene un grupo ferriheme b. Esta enzima es una de las nitroforinas de la glándula salival del insecto hematófago Rhodnius prolixus, conocido por transmitir el mal de Chagas. El monóxido de nitrógeno producido por la inyección de saliva induce la vasodilatación, lo que facilita la alimentación. Las nitroforinas 2 y 4 también catalizan esta reacción.